# Herodes Philippos
Herodes Philippos (kurz Philippos oder Philippus; † 34) war von 4 v. Chr. bis zu seinem Tode 34 n. Chr. Tetrarch (Vierfürst) von Ituräa, Golan und Trachonitis. 

## Herkunft
Philippos war ein Sohn des römischen Klientelkönigs Herodes’ des Großen und seiner fünften Ehefrau Kleopatra aus Jerusalem. Der Ethnarch Archelaos und der Tetrarch Herodes Antipas, beide Söhne aus der vierten Ehe des Herodes mit der Samaritanerin Malthake, waren seine Halbbrüder und wurden mit ihm zusammen in Rom erzogen.
Herodes Philippos sollte nicht verwechselt werden mit seinem Halbbruder gleichen Namens, eigentlich Herodes Boethos, aus der siebten Ehe seines Vaters mit der Jüdin Mariamne (II.), der der erste Ehemann der Herodias und der Vater von Salome war. Diese Verwechslung ist beim Evangelisten Markus nachweisbar Mk 6,17 .

## Heirat mit Salome
Philippos war verheiratet mit seiner Nichte Salome, der nachmals wegen ihrer Beteiligung an der Hinrichtung Johannes des Täufers berüchtigten Tochter der Herodias. Ihre Ehe blieb aber kinderlos.

## Regierung als Tetrarch
Bei der Aufteilung des Erbes nach dem Tode des Herodes im Jahre 4 v. Chr. erhielt der (nach den Hinrichtungen und Enterbungen anderer Söhne noch am Leben befindliche nunmehr) älteste Sohn Archelaos den größten Teil des Gebietes des herodianischen Königreichs als Ethnarch übertragen, während Antipas und Philippos kleinere Herrschaftsbereiche zugeteilt bekamen. Dabei waren die nördlichen, nach Osten gegen die Wüste offenen Landstriche, die Herodes Philippos als Landesherr regieren durfte, wirtschaftlich am unbedeutendsten. Sie erbrachten einen jährlichen Steuerertrag von 100 Talenten (während die Gebiete des Ethnarchen Archelaos mit 600 Talenten taxiert waren).
Nach seiner Regierungsübernahme (4 v. Chr.) baute Philippos die an den Quellen des Jordan gelegene Stadt Paneas aus und gab ihr, zu Ehren des Kaisers Tiberius, den Namen Caesarea (Philippi). Den am See Genezareth gelegenen Flecken Bethsaida erhob er in den Rang einer Stadt, verschaffte derselben Einwohner und Hilfsquellen und nannte sie nach Julia, der Tochter des römischen Kaisers Augustus, Julias.
Die Tetrarchie des Philippos wurde nach seinem Tode (34 n. Chr.) zunächst vom römischen Kaiser Tiberius der Provinz Syrien zugeschlagen. Später (37 n. Chr.) erhielt sein Verwandter Herodes Agrippa I. das Gebiet von Kaiser Caligula übertragen. Seine Witwe Salome verheiratete sich mit Aristobulos, dem Sohn des Herodes von Chalkis, einem Enkel des Königs Herodes d. Gr., der später König von Kleinarmenien (Armenia minor) wurde und dem sie drei Söhne gebar.

## Rezeption
In seiner Würdigung der langen Regierungszeit des Philippos zeichnet der jüdische Geschichtsschreiber Flavius Josephus (Altertümer, XVIII 4,6) von dem Tetrarchen das Bild eines uneitlen und in sich ruhenden Menschen, der seine Verantwortung ernst nahm: „Er war seinen Untertanen ein milder Herrscher und ruhigen Gemütes, brachte auch sein ganzes Leben in seinem eigenen Lande zu. So oft er sich aus seinem Hause begab, nahm er nur wenige Auserlesene mit und ließ sich den Thronsessel, von dem aus er Recht sprach, auf allen Wegen nachtragen. Begegnete ihm dann jemand, der Hilfe und Beistand begehrte, so wurde der Sessel sogleich aufgestellt, und nun hielt er Untersuchung ab, bestrafte die Schuldigen und sprach die unschuldig Angeklagten frei.“ Nach Josephus starb Philippos in Julias und wurde in der Gruft, die er sich schon bei Lebzeiten erbaut hatte, mit großem Prunk beigesetzt.